# Антонов, Юрий Евгеньевич
Юрий Евгеньевич Антонов (18 февраля 1934 — неизвестно) — советский хоккеист, защитник, тренер.

## Биография
Начинал играть в команде класса «А» чемпионата СССР «Авангард» Ленинград, провёл восемь сезонов (1954/55 — 1955/56, 1957/58 — 1960/61, с 1958 года — «Кировец»). С 1961 года — в «Даугаве» Рига, два сезона провёл в классе «А», два сезона — классом ниже (команда стала называться «Динамо»).
В «Даугаве»/«Динамо» работал старшим тренером (1965/66), директором (1966/67), тренером (1977/78 — 1978/79). Старший тренер команд «Дизелист» Пенза (1967/68 — 1968/69), «Металлург» Череповец (1969/70 — 1973/74), «Латвияс Берзс» (1974/75 — 1975/76), «Строитель» Темиртау (1979/80), «Станкостроитель» Рязань (1981/82).
Провёл матч за футбольный «Кировец» в 1/8 финала зонального турнира Кубка СССР 1955 против «Спартака» Ужгород (1:2).